# Xavier Roseren
Xavier Roseren, né le 12 janvier 1970 à Chamonix, est un homme politique français député de la 6e circonscription de la Haute-Savoie sous l'étiquette Horizons.
Il est également commerçant aux Houches.

## Biographie
Dernier d'une famille de 8 enfants, Xavier Roseren grandit aux Houches et effectue ses études au collège-lycée Saint-Michel puis à l'IUT d'Annecy où il obtient une maitrise d'ingénierie commerciale.
En 1998, il reprend la gestion d'un magasin de sport avec son frère aux Houches.

## Parcours politique
Xavier Roseren est élu maire de la commune des Houches en 2014 sous l'étiquette de l'Union des démocrates et indépendants jusqu'en juin 2017.
En juin 2017, il soutient Emmanuel Macron et est investi par LREM dans la 6e circonscription de Haute-Savoie. Il obtient au 2e tour 56,50% face à la députée sortante Sophie Dion de Les Républicains, l'abstention culminant à 60.5 %.
En juillet 2019, à l'occasion de la remise en jeu des postes au sein de la majorité, il se porte candidat à la questure de l'Assemblée.
Candidat à sa réélection aux élections législatives 2022, Xavier Roseren bat au second tour le candidat RN et ancien député européen Dominique Martin avec 63,11 % des suffrages exprimés.
Durant son mandat, Xavier Roseren est impliqué sur le sujet du logement et fait voter l'élargissement de la liste des  communes  pouvant effectuer une surtaxe des résidence secondaires visant à un meilleur accès au logement permanent.
À la suite de la dissolution de l'Assemblée nationale, Xavier Roseren se représente sous la coalition Ensemble, dans la 6eme circonscription de Haute-Savoie et l'emporte le 7 juillet 2024, au second tour face au candidat union de l'extrême droite (LR-RN) Charles Prats avec 58,84% des suffrages exprimés, après désistement du candidat Place Publique-NFP arrivé 3eme,.